# هداية الله بهبودي

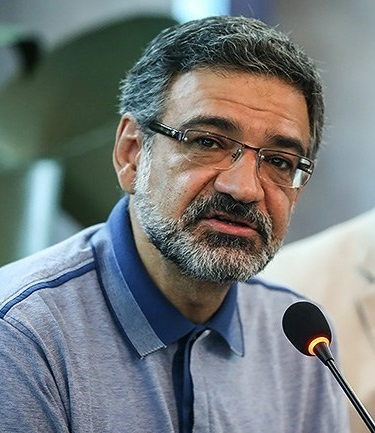
بهبودي

هداية الله بهبودي كالهوري (الفارسية : هدایت الله بهبودی کلهری؛ من مواليد 9 أيار 1960 م)، المعروف باسم هداية الله بهبودي (الفارسية: هدایت الله بهبودی) هو شيعي إيراني. وُلد في تبريز، وغادر إلى طهران في عام 1964. تخرج في مجال التاريخ من جامعة طهران في عام 1992.
بهبودي هو باحث ومؤرخ (في حرب إيران والعراق؛ المعروفة باسم "الدفاع المقدس" في الأدب الإيراني)، بدأ حياته المهنية كمراسل في بداية حرب إيران والعراق. وأصبح أيضًا مراسلًا لصحيفة طهران تايمز. وبعد ثلاث سنوات انتقل إلى مكتب الجمهوري الإسلامي. وفي نهاية المطاف، اتجه بهبودي إلى الفن؛ حيث أسس مكتب أدب الثورة الإسلامية. أصبح رئيس تحرير مجلة دراسات التاريخ الفصلية.

## التجميعات
ومن مؤلفات بهبودي المعروفة:

كتاب شرح الاسم لبهبودي، سيرة المرشد الأعلى الإيراني السيد علي خامنئي

- " شرح الاسم " (وصف الاسم)، وهو يتعلق بسيرة المرشد الأعلى لإيران، السيد علي خامنئي؛
- "ألف لام الخميني" (أ، ل، الخميني)؛ وهو يتعلق بسيرة أول قائد أعلى لإيران، السيد روح الله الخميني؛
- ""سفاري بمنتهى الممنوعه"" (رحلة إلى المنطقة المحظورة)
- "خرمشهر، كو جهان آرا" (مدينة خرمشهر، حيث تقع جهان آرا)؛
- "خرمشهر، خانه رو به آفتاب" (خرمشهر، البيت المواجه للشمس)؛
- "سفر بار مادار مهتاب" (رحلة على مدار ضوء القمر)؛
- "سفر بحلبجة" (رحلة إلى حلبجة)؛
- "ميدالية-وا-موراخاسي" (ميدالية وإجازة)؛
- "با بي باي باران" (قدم إلى قدم من المطر)؛
- "سفر إلى روسيا"؛
- "سفر بغلها" (رحلة إلى القمم)؛
- جمهوري إسلامي بي روايت أسنادي سافاك (الثورة الإسلامية حسب وثائق السافاك)
- روزشمير تاريخ معاصر إيران (مجلة التاريخ المعاصر لإيران)
- مرتضى عين زنديجي ام بود (مرتضى كان مرآة حياتي)
- تاريز دار انقلاب (تبريز في انقلاب)
- الشهيد صدوغي (الشهيد صدوغي)

## طالع أيضًا
- ألف لام الخميني
- جوائز جلال آل أحمد الأدبية
- جوائز كتاب العام في إيران